# Paul Blumenthal (Komponist)
Paul Blumenthal (* 13. August 1843 in Steinau an der Oder, Provinz Schlesien; † 5. September 1930 in Frankfurt (Oder)) war ein deutscher Organist, Komponist und Königlicher Musikdirektor in Frankfurt (Oder).

## Leben
Paul Blumenthal studierte an der Akademie der Künste und dem Institut für Kirchenmusik in Berlin.
1870 wurde er Organist an den Kirchen St. Nikolai und St. Marien in Frankfurt (Oder). 1876 wurde Blumenthal zum Königlichen Musikdirektor ernannt. Er war auch verantwortlich für die Abnahme neuer Orgeln im Regierungsbezirk Frankfurt (Oder), in der Niederlausitz (Calau, Vetschau, Lübbenau) und der Neumark.
1909 wurde er Professor. 1921 endete seine Tätigkeit als Organist.

## Wirken
Kompositionen
Paul Blumenthal schrieb Werke vor allem für Orgel, aber auch für Klavier und weitere Besetzungen. 
- Opus 10 Fantasie c-Moll für Orgel
- Opus 50 Orgelfantasie Nr. 2 g-moll
- Opus 51 Orgelfantasie Nr. 3 a-Moll
- Opus 54 Neun Orgelstücke
- Opus 57 Orgelsonate Nr. 1 C-Dur
- Opus 63 Orgelsonate Nr. 2 d-Moll
- Opus 69 21 Orgelvorspiele
- Opus 71 10 Choraltrios für Orgel
- Opus 72 Orgelsonate Nr. 3 D-Dur
- Opus 75 24 kurze Orgelvorspiele zum gottesdienstlichen Gebrauch
- Opus 77 20 leichte Nachspiele für Orgel
- Opus 78 Orgelsonate Nr. 4 B-Dur
- Opus 79 Paraphrasen über „Großer Gott, wir loben dich“ und „So nimm denn meine Hände“ für Klavier
- Opus 82 Stimmungsbilder – für Orgel man. oder Harmonium
- Opus 89 Neun Choral-Festvorspiele für Orgel
- Opus 90 25 kurze und leicht spielbare Orgelpräludien im freien Stil
- Opuz 119 Zehn Tonstücke für Orgel
- Opus 124 Drei Weihnachtsstücke für Orgel

Publikationen
- Geschichte der Musik, 3. Auflage 1910, 5. Auflage 1920/21
- Harmonium-Album, 3 Bände, 1923
- Der Kantor Bartholomäus Gesius zu Frankfurt-Oder Vogel & Neuber, Frankfurt/Oder 1926